# ヴラディミル・ルチッチ (サッカー選手)
ヴラディミル・ルチッチ（セルビア語: Владимир Лучић, ラテン文字転写: Vladimir Lučić、2002年6月28日 - ）は、セルビアのサッカー選手。ポジションはミッドフィールダー。

## 経歴

### レッドスター・ベオグラード
2022年7月10日のセルビア・スーペルリーガ、FKラドニチュキ・ニシュ戦に出場しトップチームデビューを果たした。

### 代表
2023年1月25日、アメリカ合衆国代表との親善試合でA代表初出場。